# Xã Grant, Quận Benton, Indiana
Xã Grant (tiếng Anh: Grant Township) là một xã thuộc quận Benton, tiểu bang Indiana, Hoa Kỳ. Năm 2010, dân số của xã này là 1.056 người.